# Live Oak (Californie)
Pour les articles homonymes, voir Live Oak.
Live Oak est une ville incorporée du comté de Sutter, en Californie, aux États-Unis. Elle fait partie de la zone statistique métropolitaine de Yuba au sein de l'ASC du Grand Sacramento et comprend un hameau historiquement appelé Stafford. La population était de 8 392 habitants au recensement de 2010.

## Géographie

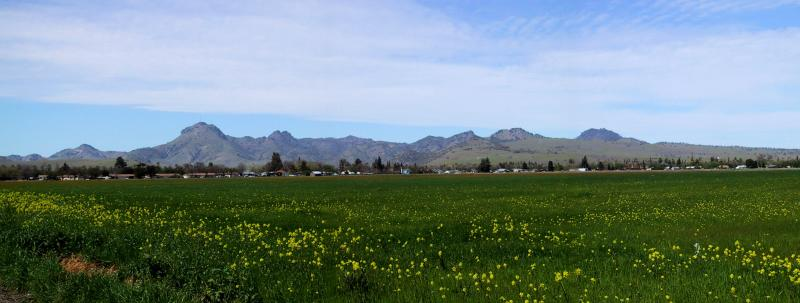
Les Sutter Buttes en Californie du Nord

Live Oak est situé au coordonnées suivantes : 39°16′28″N 121°39′43″W / 39.27444°N 121.66194°W
(39.274518, -121.662003).
Selon le Bureau du recensement des États-Unis, la ville a une superficie totale de 2,5 miles carrés (4,8 km2). Live Oak est une communauté agricole située dans la fertile vallée de Sacramento. De riches terres agricoles, des vergers, la Feather River et les  Sutter Buttes entourent Live Oak.

## Climat
Le climat de Live Oak consiste généralement en des étés chauds et secs et des hivers humides et frais prolongés typiques du climat méditerranéen. Les étés sont chauds, ensoleillés et secs, mais une brise se produit parfois. Cela refroidit la température mais ne dure pas longtemps. Les vagues de chaleur se produisent pendant les mois d'été et durent de 3 à 5 jours en moyenne. Les températures varient de 105 à 110 degrés Fahrenheit (40−43 °C).[réf. nécessaire] Les mois secs vont du milieu à la fin de mai au début à la mi-septembre où les précipitations sont rares. Le mois le plus chaud est juillet avec des températures moyennes d'environ 38 °C sans pluie, mais il n'est pas rare que de la pluie arrive du sud-ouest. Les hivers se prolongent humides, frais et brumeux. Les mois humides vont de la mi-octobre à la mi-avril où les précipitations deviennent constantes. Janvier est le mois le plus humide et le plus frais avec des précipitations moyennes comprises entre 100 et 150 mm mais pendant la saison El Niño, les précipitations moyennes sont de 25 à 300 mm qui provoque des inondations majeures. Pendant la saison de La Niña, les précipitations moyennes sont de 100 mm ou moins, causant des problèmes de sécheresse pendant l'été. En hiver, les températures sont en moyenne de 7 à 9 °C. Le temps brumeux et nuageux peut durer jusqu'à 2 à 4 semaines, également connu sous le nom de brouillard Tule. La neige tombe rarement. La quantité record de neige était de 96 mm en 2002.[réf. nécessaire]

## Démographie
| 1950  | 1960  | 1970  | 1980  | 1990  | 2000   |
| ----- | ----- | ----- | ----- | ----- | ------ |
| 1 770 | 2 276 | 2 645 | 3 103 | 4 320 | 16 442 |

| 2010   | - | - | - | - | - |
| ------ | - | - | - | - | - |
| 17 158 | - | - | - | - | - |

### 2010
Le recensement des États-Unis de 2010 rapporté que Live Oak avait une population de 8 392 habitants. La densité de population était de 4 491,3 habitants par mile carré (1734,1/km2). La composition raciale de Live Oak était de 4491 (53,5%) blanc, 138 (1,6%) afro-américain, 130 (1,5%) amérindien, 978 (11,7%) asiatique, 17 (0,2%) insulaire du Pacifique, 2173 (25,9%) d' autres races et 465 (5,5%) de deux races ou plus. Les Hispaniques ou Latino de toute race étaient 4 093 personnes (48,8%).
Il y avait 2331 ménages, dont 1161 (49,8%) avaient des enfants de moins de 18 ans vivant avec eux, 1402 (60,1%) étaient des couples mariés de sexe opposé vivant ensemble, 296 (12,7%) étaient composés d'une femme au foyer sans mari présent et 147 (6,3%) étaient composés d'hommes au foyer sans épouse présente. Il y avait 121 couples de sexe opposé non mariés (5,2%) et 13 couples de même sexe (0,6%) de même sexe. 400 ménages (17,2%) étaient composés de personne seules et 186 (8,0%) d'une personne âgée de 65 ans ou plus vivant seule. La taille moyenne des ménages était de 3,42. Il y avait 1 845 familles (79,2% de tous les ménages) et la taille moyenne de la famille était de 3,88 personnes.
La population était répartie comme suit : 2 571 personnes (30,6%) de moins de 18 ans, 816 personnes (9,7%) âgées de 18 à 24 ans, 2 356 personnes (28,1%) de 25 à 44 ans, 1 753 personnes (20,9%) de 45 à 64 et 896 personnes (10,7%) âgées de 65 ans ou plus. L'âge médian était de 31,7 ans. Pour 100 femmes, il y avait 89,9 hommes. Pour 100 femmes âgées de 18 ans et plus, il y avait 87,1 hommes.
Il y avait 2 498 logements uniques soit une densité moyenne de 1 336,9 par mile carré (516,2/km2), dont 1 535 (65,9%) étaient occupées par leur propriétaire et 796 (34,1%) étaient occupées par des locataires. Le taux d'inoccupation des propriéter était de 2,6% le taux de vacance locative était de 8,2%. 5 306 personnes (63,2% de la population) vivaient dans des logements occupés par leur propriétaire et 2 666 personnes (31,8%) vivaient dans des logements locatifs.

### 2000
Au recensement de 2000, 6 229 personnes, 1 729 ménages et 1 393 familles résidaient dans la ville. La densité de population était de 3 277,8 habitants par mile carré (1 265,8 / km 2). Il y avait 1 818 unités de logement à une densité moyenne de 956,7 par mile carré (369,4 / km 2). La composition raciale de la ville était de 49,67% de blancs, 1,57% d' afro-américains, 1,89% d' amérindiens, 9,63% d' asiatiques, 0,06% d'îles du Pacifique, 32,62% d' autres races et 4,54% de deux races ou plus. Les Hispaniques ou Latino de toute race représentaient 48,61% de la population.
Il y avait 1729 ménages, parmi lesquels 48,8% avaient des enfants de moins de 18 ans vivant avec eux, 60,7% étaient des couples mariés vivant ensemble, 14,3% avaient une femme au foyer sans mari et 19,4% n'étaient pas des familles. 17,0% de tous les ménages étaient composés de particuliers et 8,8% avaient une personne vivant seule âgée de 65 ans ou plus. La taille moyenne des ménages était de 3,43 et la taille moyenne des familles de 3,85.
En ville, la population était dispersée, avec 33,0% de moins de 18 ans, 9,6% de 18 à 24 ans, 29,5% de 25 à 44 ans, 17,2% de 45 à 64 ans et 10,7% de 65 ans ou plus âgée. L'âge médian était de 30 ans. Pour 100 femmes, il y avait 91,4 hommes. Pour 100 femmes âgées de 18 ans et plus, il y avait 85,5 hommes.
Le revenu médian d'un ménage de la ville était de 25 754 $ et le revenu médian d'une famille de 31 075 $. Les hommes avaient un revenu médian de 22 901 $ contre 20 852 $ pour les femmes. Le revenu par habitant de la ville était de 9 571 dollars. Environ 26,0% des familles et 30,2% de la population vivaient en dessous du seuil de pauvreté, dont 40,4% des moins de 18 ans et 7,9% des 65 ans ou plus.

## Éducation
- Live Oak Child Care Center ages 3–5
- Live Oak Headstart Preschool
- Live Oak Luther Elementary School kindergarten-4
- Live Oak Middle School grades 5-8
- Live Oak High School grades 9-12
- Encinal Elementary School grades K-8
- Nuestro Elementary School grades K-8

## Gouvernement
Daprès la législature de l'État de Californie, Live Oak est situé dans the 4e district sénatoriale et dans le 3e district.
Au niveau fédéral, Live Oak est situé dans le 3e district congressionel de Californie.

## Économie
L'économie de la ville repose principalement sur la production agricole. Sa prison Leo Chesney, située sur près de 10 acres à quelques pâtés de maisons à l'ouest du centre-ville de Live Oak, jouxte directement des quartiers résidentiels sur ses périmètres nord et est. Il a accueilli jusqu'à 195 détenues. Il appartient à la société CoreCivic, mais était exploité par Cornell Companies de Houston, au Texas, puis après 2010 par le groupe GEO de Floride de Boca Raton, après le rachat de Cornell par son plus grand concurrent. Il est vacant depuis 2011.

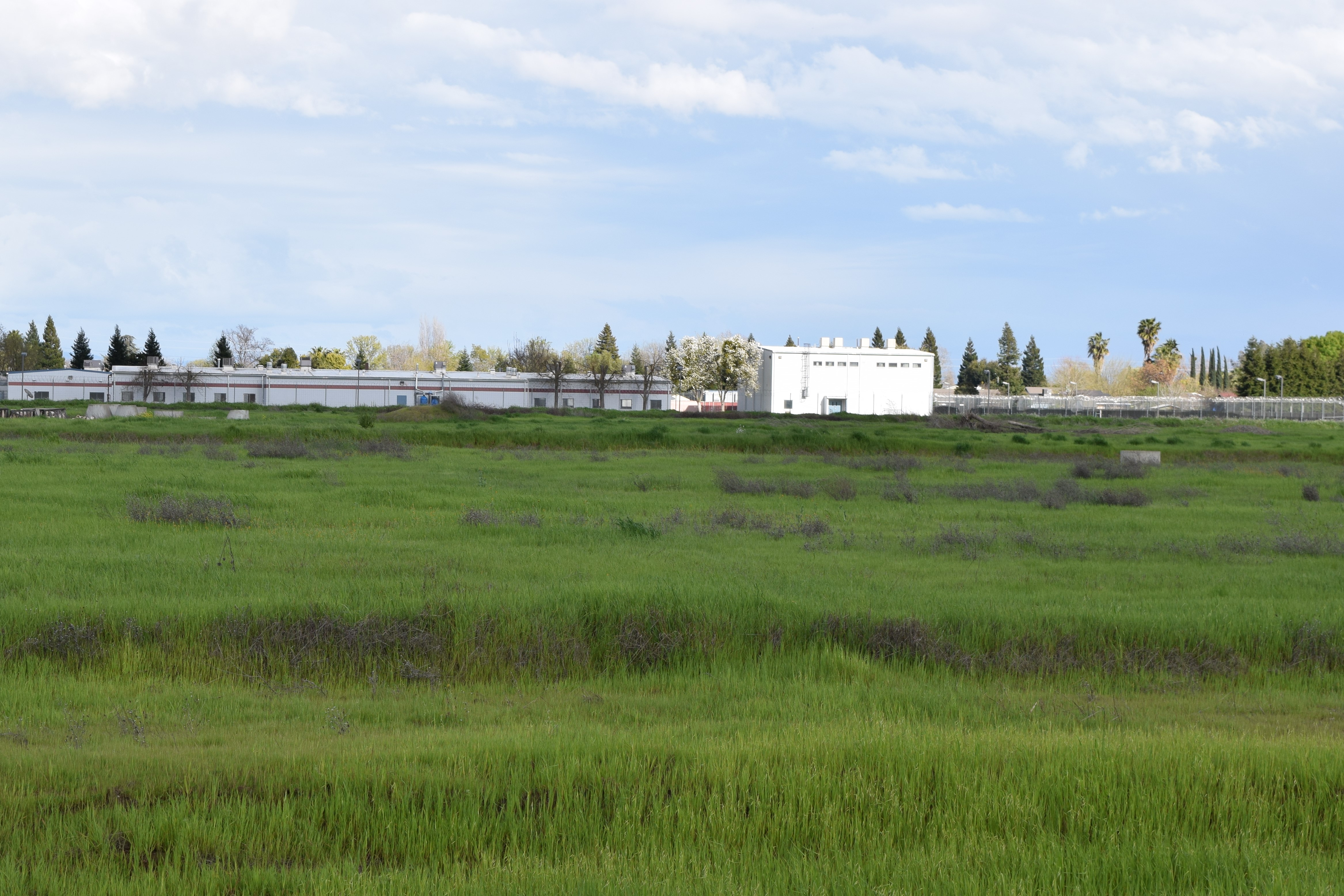
Prison Leo Chesney de la société CoreCivic